# Euchromia fraterna
Euchromia fraterna là một loài bướm đêm thuộc phân họ Arctiinae, họ Erebidae.